# Schaafenkotten (Solingen)
Schaafenkotten war eine Ortslage in der bergischen Großstadt Solingen. Sie ging auf einen dort befindlichen Schleifkotten zurück, der 1919 niedergelegt wurde.:44

## Lage und Beschreibung
Der heute wüst gefallene Ort Schaafenkotten befindet sich zentral im Stadtbezirk Burg/Höhscheid zwischen Widdert und Höhscheid. Die Wüstung liegt im Weinsberger Bachtal, das sich zwischen dem Höhscheider und dem Widderter Riedel befindet. Die Wüstung des einstigen Schleifkottens befindet sich am Ufer des Weinsberger Bachs südwestlich der Kleingartenanlage an der Regerstraße.
Benachbarte Orte sind bzw. waren (von Nord nach West): Neuenhof, Weinsberg, Wüsthofskotten, Claubergskotten, Oben-, Mittel- und Untenfürkelt sowie Hingenberg.

## Geschichte
Der Schaafenkotten lässt sich bis ins beginnende 18. Jahrhundert zurückverfolgen, er wurde erstmals urkundlich im Jahre 1715 erwähnt. Er war der erste von zwei gleichnamigen Kotten am Weinsberger Bach. Vorwiegend wurden dort Rasiermesser geschliffen.:43f. Im Jahre 1715 ist er in der Karte Topographia Ducatus Montani, Blatt Amt Solingen, von Erich Philipp Ploennies als Schleifkotten verzeichnet, aber nicht benannt. Die Topographische Aufnahme der Rheinlande von 1824 verzeichnet den Ort unbenannt, die Preußische Uraufnahme von 1844 verzeichnet ihn als Schl.
Schaafenkotten gehörte nach Gründung der Mairien und späteren Bürgermeistereien zur Bürgermeisterei Höhscheid, die im Jahre 1856 das Stadtrecht erhielt, und lag dort in der Flur III. Neuenhof. 
Der Kotten wurde 1919 nach dem Ersten Weltkrieg von den englischen Besatzungssoldaten niedergelegt, die an seiner Stelle einen Schießstand errichteten.:44 Der Ort fiel später brach. Mit der Städtevereinigung zu Groß-Solingen im Jahre 1929 wurde die Wüstung ein Teil Solingens. 